# إلياس رزق
إلياس رزق هو مُمثل لبناني راحل.

## عن حياته
اشتهر بمُشاركته في المُسلسل الكوميديّ الاجتماعيّ «الدُنيا هيك»، وفيه أدّى دور «عزيز السلمَنكي» زوج «زمرّد» الفنّانة الشاملة والكبيرة الراحلة فريال كريم، إلى جانب عدد من كبار المُمثّلين أمثال الراحلة ليلى كرم. أُنتِجَ «الدُنيا هيك» في ثمانينيّات القرن الماضي وعُرِض على شاشة «تلفزيون لبنان»، وألّف حلقاته الفنّان الراحل محمَّد شامل. وأعادت قناة «الجديد» اللبنانيّة عرض هذا المُسلسل في شهرَي شباط وآذار 2012. ومن أشهر الأعمال التلفزيونيّة الأُخرى التي شارك فيها رزق، مُسلسل «المشوار الطويل» (العام 1970) إلى جانب المُمثّلين مارسيل مارينا، ماجد أفيوني، حسن علاء الدين، وغيرهم، ومُسلسل «حول غرفتي» الذي شاركت فيه الراحلة هند أبي اللمع. أمّا أبرز أعماله المسرحيّة فهي مسرحيّة «الأمير الأحمر» (1973) التي شارك فيها الفنّان أنطوان كرباج ويعقوب الشدراوي.

## وفاته
في يوم 30 سبتمبر 1982 فوجئ الجمهور اللبنانيّ بخبر «انتحار» رزق، إثر إطلاقهِ رصاصة في رأسه، وقيل إنّ سبب ذلك فقدانه الأمل في الحياة بعدَ تراكُم الهموم.